# Nikita Magaloff
Pour les articles homonymes, voir Nikita.
Nikita Dmitrievitch Magalov (né Magalachvili, en russe : Никита Дмитриевич Магалов), né le 8 février 1912 à Saint-Pétersbourg (Empire russe) et mort le 26 décembre 1992 à Vevey (Suisse), est un pianiste russe et suisse.

## Biographie
Sa famille côtoyait beaucoup les artistes de Saint-Pétersbourg, comme Alexandre Siloti ou Prokofiev, sa mère et son oncle étaient de très bons pianistes amateurs. Ils émigrèrent en Finlande, puis à Paris en 1918, après la révolution. Nikita fut l'élève d'Isidore Philipp au Conservatoire, dont il sortit avec le premier prix. Il se rapprocha alors de Ravel, qui dit de lui : « En Magaloff, un grand, un extraordinaire musicien est né ».
Magaloff complétera sa formation auprès d'autres pianistes, sera l'élève de Prokofiev, et épousera Irène Szigeti (1920-2005), la fille du violoniste Joseph Szigeti.
Bien que n'ayant jamais obtenu de prix à un concours, il devint un des pianistes les plus recherchés et les plus appréciés dans les concerts du monde entier. Il commença à enseigner en 1949, quand il reprit la classe de Dinu Lipatti au Conservatoire de Genève, et continua cette activité durant toute sa vie, à Paris, à Sienne, à Taormine, ou chez lui à Montreux (il avait acquis la citoyenneté suisse en 1956 après s'être établi dans la Maison de l'Élysée, à Céligny).
Parmi ses disciples figurent Martha Argerich, Alexander Lonquich, Michel Dalberto, Philippe Cassard, Sergio Calligaris, Valery Sigalevitch.
Magaloff a été membre du jury du Concours International de Piano de Santander Paloma O’Shea en 1982 et 1987.
Il joua le Capriccio de Stravinsky sous la direction du compositeur, et fut invité par de grands chefs d'orchestre : Karl Böhm, Josef Krips, Igor Markevitch (dont il était un ami proche), Lovro von Matačić, Georg Solti, Ernest Ansermet, Günter Wand, Rafael Kubelik, etc.
Son amitié avec Prokofiev (de qui il apprit à devenir un excellent joueur d'échecs) lui permit de faire la création française de la 7e Sonate op.83.
Le répertoire de Nikita Magaloff était gigantesque : en plus de l'œuvre intégrale de Chopin, qu'il a présentée dans des cycles de 6  récitals tout au long de sa vie à travers le monde, il aimait jouer les compositeurs baroques (Soler, Scarlatti, Bach, Frescobaldi), les classiques et les romantiques (qui incluaient de nombreuses œuvres de Weber, Mendelssohn, Grieg, Scriabine), les compositeurs de la première moitié du XXe siècle, la musique espagnole, et il cultivait tout un répertoire peu fréquenté de pièces de salon et de transcriptions. Il avait écrit des cadences de Concertos de Mozart pour son amie Clara Haskil.
Le besoin de la présence du public fit qu'il enregistra relativement peu de disques. Il laissa cependant de très estimées gravures de Chopin, Liszt, Mendelssohn, Schumann, Tchaikovsky et Scriabine notamment. De très nombreux "live" ont été publiés, montrant l'étendue de son répertoire.
Magaloff est inhumé au cimetière de Clarens à quelques mètres de la tombe de sa belle-mère Wanda, née Ostrowska (1895-1969), et de son beau-père Joseph Szigeti. Son épouse Irène a été enterrée à ses côtés.

## Film
- Une leçon particulière, réalisation Claude Mouriéras, conception Olivier Bernager et François Manceaux, 1987.

## Discographie
- Beethoven : Concerto pour piano n°2 en si bémol majeur, Op. 19 ; Concerto pour piano n°4 en sol majeur, Op. 58 - Orchestre de Radio Zurich, dir. Gianfranco Rivoli, piano Nikita Magaloff (CLA-CD 106 ; Les Genies du Classique)
- Chopin : Concerto n°2 pour piano et orchestre en fa mineur, Op. 21 ; Andante spianato et grande polonaise brillante pour piano et orchestre, Op. 22 ; Krakowiak, grand rondo de concert en fa majeur, Op. 14 - Orchestre de la Résidence de La Haye, dir. Willem van Otterloo, piano Nikita Magaloff (CLA-CD 119 ; Les Genies du Classique)
- Mendelssohn Bartholdy : Trios pour piano, violon, violoncelle, n°1 en ré mineur, Op. 49 , n°2 en do mineur, Op. 66 , Beethoven : Sonate n° 1 en fa majeur Op. 5 n°1 pour piano et violoncelle. Violon : Arthur Grumiaux, Violoncelle : Pierre Fournier, Piano : Nikita Magaloff. (CD Arkadia CDHP 606.1 - Enregistrement trios en 1972, sonate en 1978, remasterisé en 1993)